# Pieniążek żółtobulwkowy

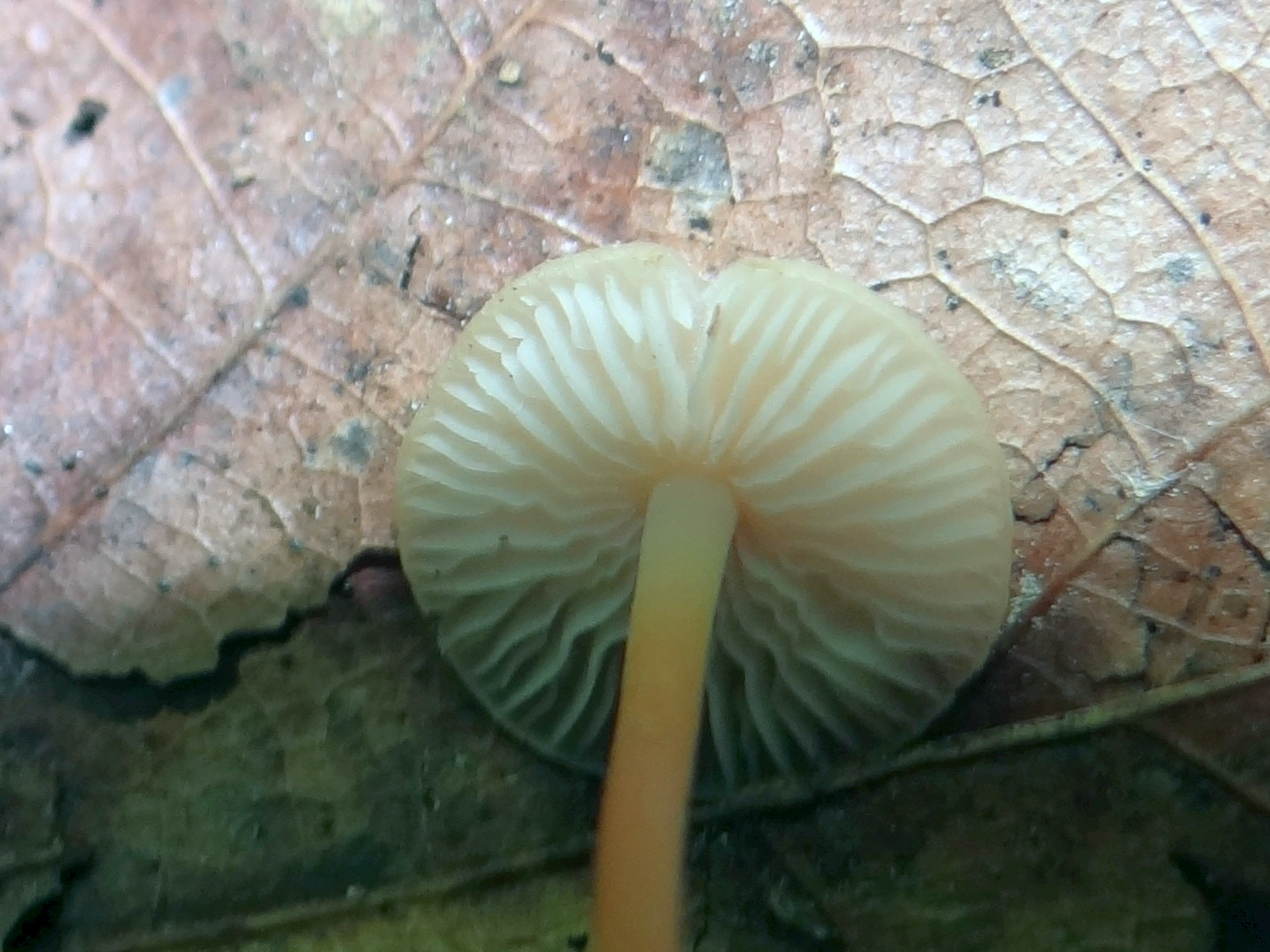

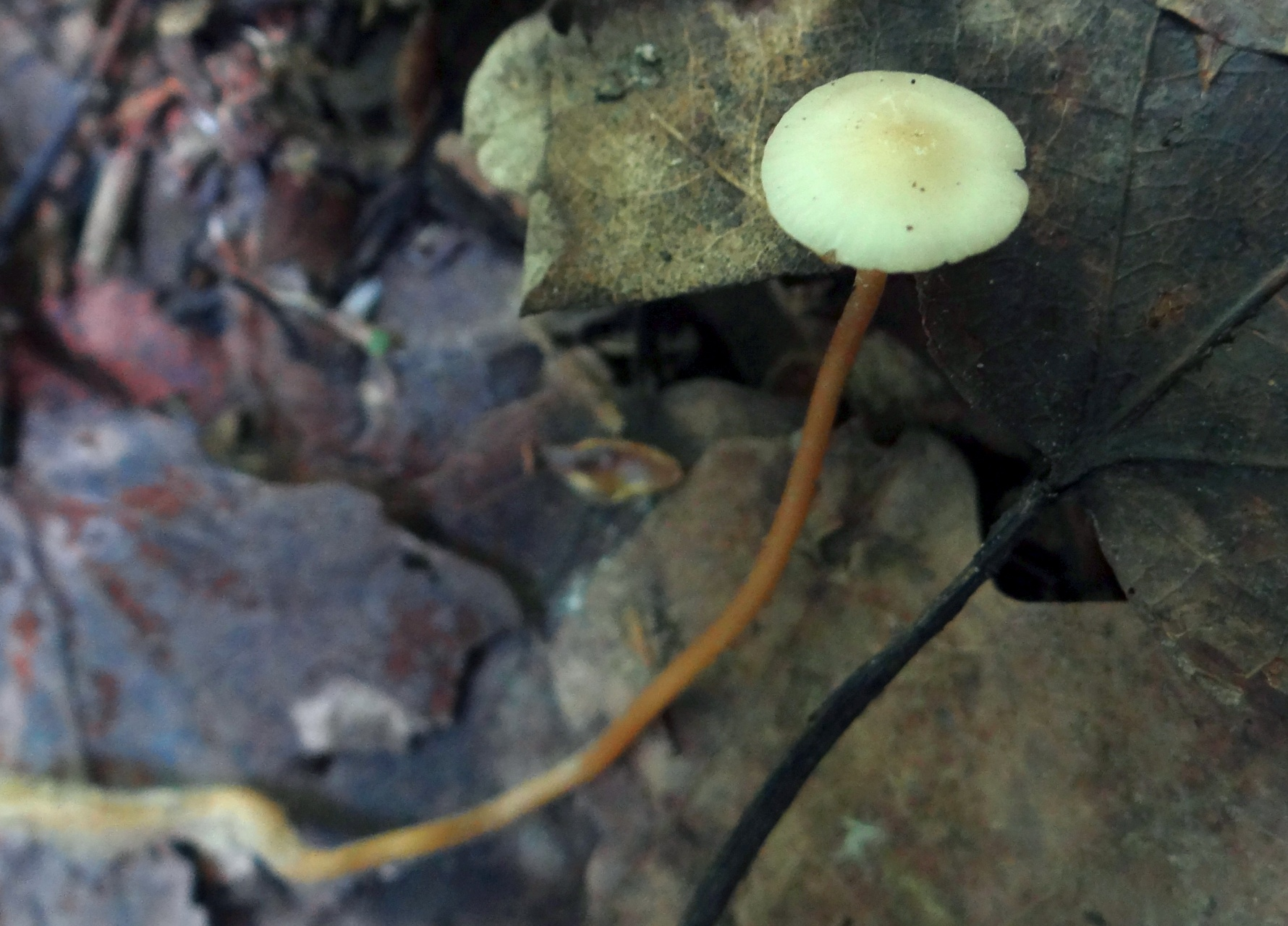

Pieniążek żółtobulwkowy (Collybia cookei (Bres.) J.D. Arnold) – gatunek grzybów z rzędu pieczarkowców (Agaricales).

## Systematyka i nazewnictwo
Pozycja w klasyfikacji według Index Fungorum: Collybia, Incertae sedis, Agaricales, Agaricomycetidae, Agaricomycetes, Agaricomycotina, Basidiomycota, Fungi.
Po raz pierwszy takson ten opisał w 1928 r. Giacomo Bresàdola nadając mu nazwę Collybia cirrhata var. cookei. Obecną, uznaną przez Index Fungorum nazwę nadał mu w 1835 r. J.D. Arnold.
Synonimy:
- Collybia cirrata var. cookei Bres. 1928
- Collybia tuberosa var. cookei (Bres.) Bon & Courtec. 1987
- Microcollybia cookei (Bres.) Lennox 1979
- Sclerotium fungorum Pers. 1801[2].

Polską nazwę zaproponował Władysław Wojewoda w 2003 r.

## Morfologia
Kapelusz
Średnica 2–9 mm;, kształt początkowo wypukły z nieco podwiniętym brzegiem, potem szeroko wypukły, na koniec płaski, z płytkim zagłębieniem centralnym lub bez. Powierzchnia mniej lub bardziej naga, biaława do płowożółtej, czasem z ciemniejszym obszarem środkowym.
Hymenofor
Blaszkowy. Blaszki przyrośnięte, gęste lub średniogęste, białawe.
Trzon
Wysokość 1–6 cm, grubość 1–2 mm, mniej więcej cylindryczny, początkowo pełny, potem pusty. Powierzchnia naga, biaława. Charakterystyczną cechą jest wyrastanie z mniej więcej kulistych sklerocjów o średnicy 4–10 mm i barwie od żółtawej do pomarańczowożółtej.
Miąższ
Cienki, białawy.
Cechy mikroskopowe
Zarodniki 4,5-6 × 3-3,5 µm, gładkie, elipsoidalne lub łezkowate, nieamyloidalne. Pleurocystyd i cheilocystyd brak. Strzępki w skórce kapelusza typu ixocutis o cylindrycznych elementach szerokości 3,5-7 µm z rozproszonymi, rzadkimi pileocystydami.
Gatunki podobne
Odróżnienie podobnych gatunków pieniążków wymaga grzebania w podłożu. Pieniążek drobniutki (Collybia cirrhata) nie wytwarza sklerocjów i po tym można go odróżnić od pieniążka żółtobulwkowego. Pieniążek ciemnobulwkowy (Collybia tuberosa) wytwarza sklerocja, ale elipsoidalne, czerwonawo-brązowe.

## Występowanie i siedlisko
Znane jest występowanie pieniążka żółtobulwkowego w Ameryce Północnej, Europie i Azji. Najwięcej stanowisk podano w Europie. Występuje tutaj na całym obszarze, od Morza Śródziemnego po północne krańce Półwyspu Skandynawskiego i Islandię. W Polsce W. Wojewoda w 2003 r. przytoczył liczne stanowiska z uwagą, że nie jest to gatunek rzadki i nie jest zagrożony.
Grzyb saprotroficzny. Występuje w różnego typu lasach. Rozwija się na ziemi, na dobrze spróchniałym martwym drewnie niektórych drzew, na starych owocnikach grzybów z rzędu pieczarkowców, na opadłych liściach drzew, zwłaszcza olchy szarej i buka zwyczajnego, rośnie także wśród traw i mchów. Owocniki tworzy zwykle od września do listopada. Jest także grzybem nagrzybnym.